# 死亡的勝利
《死亡的勝利》是老彼得·勃鲁盖尔于1562年左右繪製的一幅板面油畫，自1827年以來一直收藏在西班牙馬德里的普拉多博物馆。

## 描述

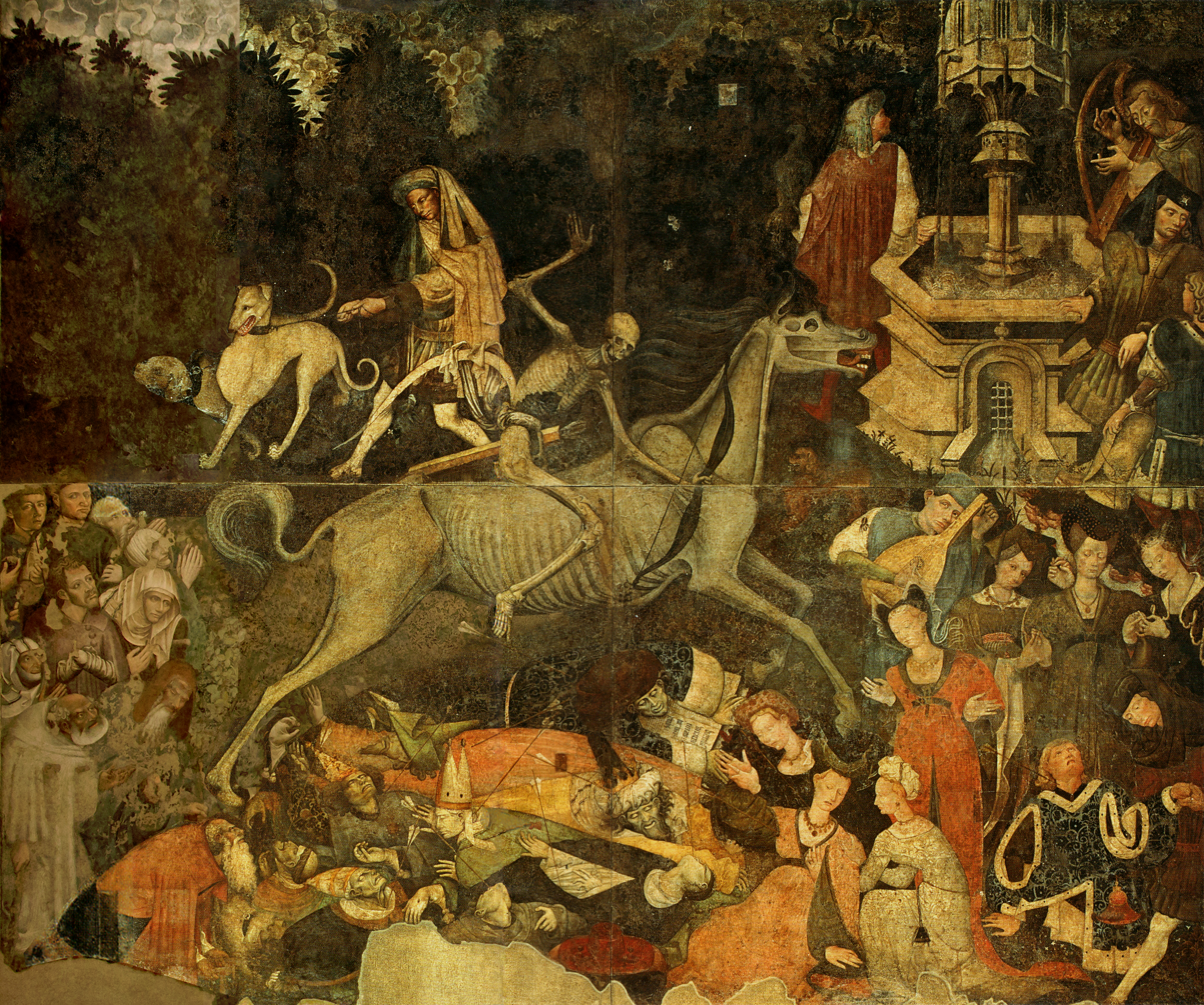
巴勒莫阿巴特利斯宮的哥特式壁畫《死亡的勝利》，1446年左右完成，作者不明

《死亡的勝利》描繪了一隊骷髏大軍穿過原野的場景，畫中一片荒夷，左上角的死亡丧钟已經敲響，活著的人不分貴賤也一律被骷髏殺死。而象徵著死亡的骷髏則演奏起了手搖琴。
這幅畫中出現的事物屬於典型的十六世紀風格，無論是服飾、雙陸棋以及刑具死亡輪、絞刑架都符合那個時代的特徵。而畫作風格本身則結合了老彼得·勃鲁盖尔故鄉、歐洲北部常見的繪畫類別死亡之舞和位于意大利巴勒莫的壁畫《死亡的勝利》。

## 擴展閲讀
- Friedländer, M.J., Early Netherlandish Painting. Volume XIV: Pieter Bruegel, (Engl. transl.) Leyden (1976).
- Gibson, W.S. . London. 1977.
- Grossman, F.  3rd. London. 1973.
- Stechow, W. . New York. 1969.

## 外部連接
- www.Pieter-Bruegel-The-Elder.org （页面存档备份，存于） 99 works by Pieter Bruegel the Elder
- Creativity Brueghel laid the foundation of the Netherlands School （页面存档备份，存于）